# Gorgone integrans
Gorgone integrans là một loài bướm đêm trong họ Noctuidae.